# Bildungskatastrophe

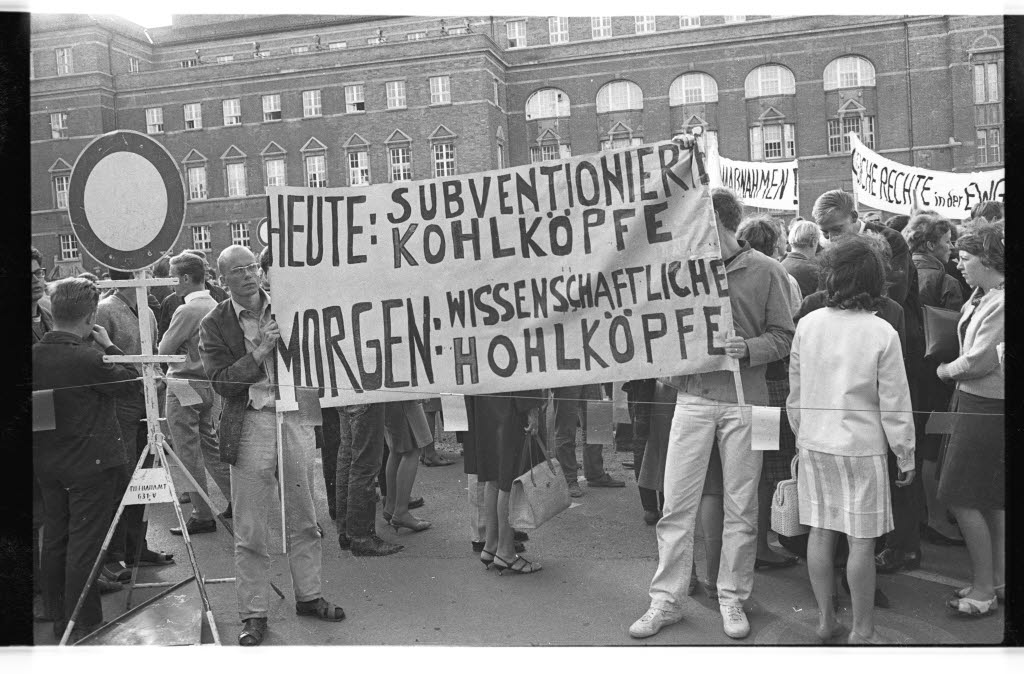
Aktion 1. Juli: Studierende der Christian-Albrechts-Universität demonstrieren vor dem Kieler Rathaus (1965)

Mit dem Schlagwort Bildungskatastrophe wurde in der Bundesrepublik Deutschland in den 1960er Jahren der Zustand des Bildungswesens im Vergleich mit anderen Industriestaaten beschrieben.

## Geschichte
1964 brachte Georg Picht den Begriff mit einer in der Zeitschrift Christ und Welt publizierten Artikelserie in die Diskussion. Darin prognostizierte er Nachteile Deutschlands im internationalen Wettbewerb und eine Gefährdung der Demokratie durch einen „Bildungsnotstand“. In eine ähnliche Richtung ging das Buch von Ralf Dahrendorf Bildung ist Bürgerrecht von 1965, in dem er durch zu geringe Bildung die bundesdeutsche Demokratie gefährdet sah. Die Folge waren zahlreiche Reformbemühungen, aus denen etwa 1970 der Strukturplan für das deutsche Bildungs- und Erziehungswesen und die Bund-Länder-Kommission für Bildungsplanung und Forschungsfragen entstanden. Aus dieser Debatte ging in den 1970er Jahren die Einführung von Gesamtschulen in Schulversuchen hervor.
Die Reformeuphorie geriet ab 1973 allerdings wieder ins Stocken, und auch die öffentlichen Bildungsausgaben liegen noch heute zum Teil deutlich unter dem Durchschnitt der OECD.
Auf den Titel Bezug nimmt Die Jungenkatastrophe von Frank Beuster, ein 2006 erschienener Erziehungsratgeber, der statt des katholischen Arbeitermädchens vom Lande wie bei Picht im Bildungssystem benachteiligte Jungen thematisierte.
Die Schulschließungen in Folge der Corona-Pandemie führen nach neuesten Erhebungen zu einem Rückgang der Lernleistungen, weshalb Klaus Zierer von einer „drohenden Bildungskatastrophe“ spricht. Neben einem Rückgang der Lernleistung sieht er auch negative Tendenzen in der sozialen, emotionalen, körperlichen und motivationalen Entwicklung der Lernenden, die vor allem bei Kindern und Jugendlichen aus bildungsfernen Milieus besonders zum Tragen kommen. Bildungspolitisch müsse folglich über entsprechende Maßnahmen nachgedacht werden, um weitere Bildungsungerechtigkeiten zu vermeiden.